# Szekrényes
Szekrényes är en kulle i Ungern.   Den ligger i provinsen Pest, i den centrala delen av landet, 8 km väster om huvudstaden Budapest. Toppen på Szekrényes är 231 meter över havet.
Terrängen runt Szekrényes är kuperad åt nordost, men åt sydväst är den platt. Runt Szekrényes är det tätbefolkat, med 530 invånare per kvadratkilometer. Närmaste större samhälle är Budapest, 8,2 km öster om Szekrényes. Omgivningarna runt Szekrényes är en mosaik av jordbruksmark och naturlig växtlighet.